# Riofrío de Riaza
Riofrío de Riaza is een gemeente in de Spaanse provincie Segovia in de regio Castilië en León met een oppervlakte van 27,04 km². Riofrío de Riaza telt 38 inwoners (1 januari 2016).

## Demografische ontwikkeling
Bron: INE, 1857-2011: volkstellingen